# Trg sloge
Trg sloge (francuski: Place de la Concorde) je najveći trg u Parizu, površine 21,35 hektara, i drugi najveći trg u Francuskoj. Nalazi se u centru grada u osmom arondismanu (administrativna četvrt grada). Od njega polazi Avenija Champs-Élysées koja završava kod Slavoluka pobjede.
Trg je oblikovan između 1755. i 1775. godine i prvobitno je nosio ime Trg Luja XV. i u njegovom središtu je stajala konjička skulptura kralja Luja XV. Sam kralj je izabrao prostor na kraju parka Tuileries i izgradnju povjerio arhitektu Ange-Jacquesu Gabrielu, koji je trg osmislio kao osmokutni prostor.
Tijekom Francuske revolucije skulptura kralja je uništena, a trg preimenovan u Trg Revolucije (Place de la Révolution). Na njemu je 1793. godine postavljena giljotina i u naredne dvije i pol godine pogubljeno 1119 osoba, između ostalih: kralj Luj XVI., kraljica Marija Antoaneta, Charlotte Corday, Madame du Barry, Georges Danton, Antoine Lavoisier i Maximilien Robespierre.
Po okončanju jakobinskog terora 1795. godine trg je dobio sadašnje ime, a od 1830. godine Luj Filip, kralj-građanin, želio je na trg postaviti neutralan spomenik. Egipatski potkralj Muhamed Ali je obećao francuskoj vladi par drevnih egipatskih obeliska, od kojih je prvi i jedini stigao u Pariz u prosincu 1833. godine. Obelisk je star 3200 godina i potiče s ulaza u Luksorski hram. Obelisk je darovan u znak zahvalnosti za doprinose Jeana-Françoisa Champolliona u oblasti egiptologije i od 1836. godine stoji u središtu trga.
Trg krase dvije fontane, sjeverna fontana rijeka i južna - fontana mora, te osam alegorijskih ženskih skulptura koje predstavljaju francuske gradove Lille, Strasbourg, Lyon, Marseille, Bordeaux, Nantes, Brest i Rouen.

## Vanjske poveznice
- Place de la Concorde  Arhivirana inačica izvorne stranice od 23. listopada 2003. (Wayback Machine) (engl.)
- Satelitske slike s Google Maps
- Fotografije i informacije  Arhivirana inačica izvorne stranice od 23. ožujka 2016. (Wayback Machine)